# Introducing the Hardline According to Terence Trent D’Arby
Introducing the Hardline According to Terence Trent D’Arby ist das Debütalbum des US-amerikanischen Sängers Sananda Maitreya. Es erschien im Juli 1987 unter seinem damaligen Künstlernamen Terence Trent D’Arby. Das Album war international erfolgreich, avancierte in einigen Ländern zum Nummer-eins-Erfolg sowie zum weltweiten Millionenseller.

## Hintergrund
Maitreya war unter dem Namen Terence Trent Darby Sänger der Frankfurter Gruppe The Touch gewesen, die von Frank Farian produziert und betreut wurde. Nach seinem Ausstieg aus der Gruppe 1984 nannte sich der Sänger Terence Trent D’Arby und startete eine Solokarriere. Er schrieb die Lieder für sein Debütalbum weitestgehend selbst, lediglich ein Titel entstand mit der Hilfe des Songwriters Sean Oliver. Außerdem enthielt das Album eine Coverversion des Smokey-Robinson-Liedes Who’s Lovin' You. D’Arby spielte bei den Aufnahmen zahlreiche Instrumente selbst: Neben seinem Gesang steuerte er Schlagzeug, Keyboards und Saxophon bei.
Schon vor der Veröffentlichung des Albums gab sich D’Arby selbstbewusst und äußerte in einem Interview, er könne „mit großer Sicherheit“ sagen, dass seine Platte „eines der brillantesten Debüts der letzten zehn Jahre“ sein werde. Später sagte er, sein Album sei „besser als Sgt. Pepper’s Lonely Hearts Club Band“ von den Beatles, das vom Rolling-Stone-Magazin zum besten Album gekürt worden war, das zwischen 1967 und 1987 veröffentlicht wurde.

## Titelliste
Alle nicht gesondert gekennzeichneten Titel wurden von D’Arby geschrieben:
1. If You All Get to Heaven – 5:17
2. If You Let Me Stay – 3:14
3. Wishing Well (D’Arby, Sean Oliver) – 3:30
4. I’ll Never Turn My Back on You (Father’s Words) – 3:37
5. Dance Little Sister – 3:55
6. Seven More Days – 4:32
7. Let’s Go Forward – 5:32
8. Rain – 2:58
9. Sign Your Name – 4:37
10. As Yet Untitled – 5:33
11. Who’s Lovin' You (William "Smokey" Robinson) – 4:24

## Mitwirkende
- Schlagzeug, Perkussion: Terence Trent D’Arby, Preston Heyman, Clive M’Ganza, Frank Ricotti, Bruce Smith
- Bass: Cass Lewis, Sean Oliver, Phil Spalding
- Keyboard: Terence Trent D’Arby, Nick Plytas, Andy Whitmore
- Gitarre: Tim Cansfield, Pete Glenister, Christian Marsac, Blast Murray, Andy Whitmore
- Saxophon: Terence Trent D’Arby, Mel Collins
- Begleitgesang: Lance Belington, Frank Collins, Terence Trent D’Arby, Glenn Gregory, Tony Jackson, Phil Legg, Michelle Oldland, Ebo Ross, Trent Tones, Martyn Ware

## Rezeption

### Preise
1988 wurde der Sänger für einen Grammy in der Kategorie „Bester Newcomer“ nominiert, das „British Phonographic Institute“ ernannte ihn zum „Besten neuen Künstler“. 1989 wurde er für das Album mit einem Grammy in der Kategorie „Beste männliche Gesangsdarbietung – R&B (Best R&B Vocal Performance, Male)“ ausgezeichnet.

### Rezensionen
Rob Bowman schrieb für Allmusic, das Album sei „ein starkes Debüt dieses jungen Sängers, der im wörtlichen Sinne jede Note geschrieben, zahlreiche Instrumente gespielt und angegeben habe, dies sei das wichtigste Album seit Sgt. Pepper.“ Sein erstes Album sei „ein kurioser Mix aus alten und neuen Stilen“. Obwohl die Produktion ziemlich modern sei, zeige D’Arby seine Wurzeln, die „in der Arbeit älterer Künstler zu finden“ seien. Er borge „eine oder zwei Seiten von Michael Jackson und Stevie Wonder, während James Brown offenbar den stärksten Einfluss auf seine Bühnenpräsenz gehabt“ habe.

## Kommerzieller Erfolg

### Chartplatzierungen
Introducing the Hardline According to Terence Trent D’Arby avancierte zum Nummer-eins-Album in der Schweiz und dem Vereinigten Königreich.
| ChartsChartplatzierungen       | Höchstplatzierung | Wochen |
| ------------------------------ | ----------------- | ------ |
| Deutschland (GfK)              | 4 (57 Wo.)        | 57     |
| Österreich (Ö3)                | 4 (42 Wo.)        | 42     |
| Schweiz (IFPI)                 | 1 (51 Wo.)        | 51     |
| Vereinigte Staaten (Billboard) | 4 (61 Wo.)        | 61     |
| Vereinigtes Königreich (OCC)   | 1 (70 Wo.)        | 70     |

| ChartsJahrescharts (1987) | Platzierung |
| ------------------------- | ----------- |
| Deutschland (GfK)         | 32          |
| Österreich (Ö3)           | 21          |
| Schweiz (IFPI)            | 7           |

| ChartsJahrescharts (1988) | Platzierung |
| ------------------------- | ----------- |
| Deutschland (GfK)         | 9           |
| Österreich (Ö3)           | 12          |
| Schweiz (IFPI)            | 8           |

### Auszeichnungen für Musikverkäufe
| Land/Region                  | Auszeichnungen für Musikverkäufe (Land/Region, Auszeichnung, Verkäufe) | Verkäufe  |
| ---------------------------- | ---------------------------------------------------------------------- | --------- |
| Australien (ARIA)            | —                                                                      | 230.000   |
| Deutschland (BVMI)           | Platin                                                                 | 500.000   |
| Finnland (IFPI)              | Gold                                                                   | 29.843    |
| Frankreich (SNEP)            | Platin                                                                 | 400.000   |
| Italien (FIMI)               | —                                                                      | 470.000   |
| Kanada (MC)                  | 2× Platin                                                              | 200.000   |
| Neuseeland (RMNZ)            | 4× Platin                                                              | 80.000    |
| Niederlande (NVPI)           | 3× Platin                                                              | 500.000   |
| Schweden (IFPI)              | Platin                                                                 | 100.000   |
| Schweiz (IFPI)               | 2× Platin                                                              | 100.000   |
| Spanien (Promusicae)         | Platin                                                                 | 100.000   |
| Vereinigte Staaten (RIAA)    | 2× Platin                                                              | 2.000.000 |
| Vereinigtes Königreich (BPI) | 5× Platin                                                              | 1.721.685 |
| Insgesamt                    | 1× Gold · 22× Platin ·                                                 | 6.431.528 |